# Stenmyrtjärnen (Malå socken, Lappland)
Stenmyrtjärnen är en sjö i Malå kommun i Lappland och ingår i Skellefteälvens huvudavrinningsområde.